# دوغ غرانت
دوغ غرانت هو لاعب هوكي الجليد كندي، ولد في 27 يوليو 1948 في كورنر بروك في كندا.

## وصلات خارجية
- دوغ غرانت على موقع دوري الهوكي الوطني (الإنجليزية)
- دوغ غرانت على موقع EliteProspects.com (الإنجليزية)
- دوغ غرانت على موقع HockeyDB.com (الإنجليزية)
- دوغ غرانت على موقع Hockey-Reference.com (الإنجليزية)